# Miss Univers 1973
Miss Univers 1973, est la 22e édition de Miss Univers, qui s'est déroulée à l'Acropole d'Athènes en Grèce, le 21 juillet 1973, la philippine Margarita Moran, succède à Kerry Anne Wells, Miss Univers 1972.

## Jury
Le jury est composé de 12 personnes :
- Jean-Pierre Aumont
- Manuel Benítez Pérez, El Cordobés
- Horst Buchholz
- Edilson Cid Varela
- Walt Frazier
- Apasra Hongsakula, Miss Univers 1965 (Thaïlande)
- Herakles Mathiopoulos
- Hanae Mori
- Lynn Redgrave
- Ginger Rogers
- Earl Wilson

## Résultats
| Classement        | Candidates |
| ----------------- | --- |
| Miss Univers 1973 | - Philippines - Margarita Moran |
| 1re dauphine      | - États-Unis - Amanda Jones |
| 2e dauphine       | - Norvège - Aina Walle |
| 3e dauphine       | - Espagne - María del Rocío Martín Madrigal |
| 4e dauphine       | - Israël - Limor Schreibman |
| Top 12            | - Argentine - Susana Romero - Brésil - Sandra Mara Ferreira - Colombie - Ana Lucía Agudelo Correa - Grèce - Sikta Vana Papadaki - Inde - Farzana Habib - Japon - Miyoko Sometani - Liban - Marcelle Herro |

### Prix spéciaux
| Prix                      | Candidates                                  |
| ------------------------- | ------------------------------------------- |
| Miss Congénialité         | - Chili - Jeanette Gwendalyn Robertson      |
| Miss Photogénique         | - Philippines - Maria Margarita Moran Roxas |
| Meilleur costume national | - Espagne - María del Rocío Martín Madrigal |

### Ordre d'appel
| 1. Inde 2. Argentine 3. Brésil 4. Philippines 5. Israël 6. États-Unis 7. Colombie 8. Japon 9. Espagne 10. Liban 11. Grèce 12. Norvège | 1. États-Unis 2. Philippines 3. Norvège 4. Israël 5. Espagne |

## Participantes
| - Argentine - Susana Romero - Aruba - Monica Ethline Oduber - Australie - Susan Mainwaring - Autriche - Roswitha Kobald - Belgique - Christiane Devisch - Bermudes - Judy Richards - Bolivie - Roxana Sittic Harb - Brésil – Sandra Mara Ferreira - Canada - Deborah Anne Ducharme - Ceylan - Shiranthi Wickremesinghe - Chili - Jeanette Gwendalyn Robertson - Colombie - Ana Lucía Agudelo Correa - Costa Rica - María del Rosario Mora Badilla - Pays-Bas Curaçao - Ingerborg Zielinski - Chypre – Johanna Melaniodos - Danemark - Anette Grankvist - République dominicaine - Lili Fernández González - Salvador - Gloria Ivete Romero - Angleterre - Veronica Ann Cross - Finlande – Raija Kaarina Stark - France - Nadia Isabelle Krumacker - Allemagne – Dagmar-Gabrielle Winkler - Grèce - Sikta Vana Papadaki - Guam – Beatrice Benito - Pays-Bas - Monique Borgeld - Honduras - Nelly Suyapa González Mármol - Hong Kong - Elaine Sun Wing-Yin - Inde - Farzana Habib - Irlande - Pauline Fitzsimons - Israël - Limor Schreibman - Italie - Antonella Barci - Jamaïque - Reta Faye Chambers | - Japon - Miyoko Sometani - Corée du Sud - Kim Young-joo - Liban - Marcelle Herro - Luxembourg - Lydia Maes - Malaisie - Margaret Loo Tai-Tai - Malte - Marthese Vigar - Mexique - Rossana Villares Moreno - Nouvelle-Zélande - Pamela King - Nicaragua - Ana Cecilia Saravia Lanzas - Norvège - Aina Walle - Panama - Jeanine Lizuaín - Paraguay - Teresita María Cano - Philippines - Margarita Moran - Portugal - Carla Barros - Porto Rico – Gladys Vanessa Colón Díaz - Écosse - Caroline Meade - Singapour - Debra Josephine de Souza - Espagne - María del Rocío Martín Madrigal - Suriname - Yvonne Ma Ajong - Suède - Monica Sundin - Suisse - Barbara Schöttli - Thaïlande - Kanok-orn Bunma - Trinité-et-Tobago - Camella King - Turquie - Yildiz Arhan - Uruguay - Yolanda Ferrari - États-Unis - Amanda Jones - Venezuela - Desireé Rolando - Îles Vierges des États-Unis - Cindy Richards - Pays de Galles - Deirdre Jennifer Greenland |

### Retraits
- Bahamas (Cyprianna Munnings)
- Islande (Katrin Gisladóttir)

## Note sur le classement des pays
- 2e victoire pour les Philippines grâce au sacre de Margarita Moran, 4 ans après le sacre de Gloria Diaz, Miss Univers 1969.
- Les États-Unis sont classés pour la 16e année consécutive.
- Le Brésil est classé pour la 7e année consécutive.
- Le Japon est classé pour la 5e année consécutive.
- Israël est classé pour la 3e année consécutive.
- L'Inde, et les Philippines sont classés pour la 2e année consécutive.
- Le retour de l'Espagne et du Liban depuis leur dernier classement lors de l'élection de Miss Univers 1971.
- Le retour de l'Argentine et de la Grèce depuis leur dernier classement lors de l'élection de Miss Univers 1970.
- Le retour de la Colombie et de la Norvège depuis leur dernier classement lors de l'élection de Miss Univers 1969.